# 科尔内利娅·哈尼施
科尔内利娅·哈尼施（德語：Cornelia Hanisch，1952年6月12日—），德国女子击剑运动员。她曾代表西德参加1976年和1984年夏季奥林匹克运动会击剑比赛，获得一枚金牌和一枚银牌。